# Championnat de Chypre de football 1953-1954
Navigation
Saison précédente Saison suivante
La saison 1953-1954 du Championnat de Chypre de football était la 17e édition officielle du championnat de première division à Chypre. Les neuf meilleurs clubs du pays se retrouvent au sein d'une poule unique, la Cypriot First Division, où ils s'affrontent deux fois, à domicile et à l'extérieur. Avec neuf clubs inscrits, cette saison voit un record de participants. Par ailleurs, le club de l'Omonia Nicosie prend part pour la première fois au championnat de première division.
C'est le Pezoporikos Larnaca qui remporte le titre en terminant en tête du championnat. C'est le premier titre national de son histoire.

## Les 9 clubs participants
| - APOEL Nicosie - Çetinkaya Türk SK - AEL Limassol - Olympiakos Nicosie - Omonia Nicosie | - AYMA Nicosie - EPA Larnaca - Pezoporikos Larnaca - Anorthosis Famagouste |

## Compétition

### Classement
Le barème utilisé pour établir le classement est le suivant :
- Victoire : 2 points
- Match nul : 1 point
- Défaite : 0 point

| Rang | Équipe                | Pts | J  | G  | N | P  | Bp | Bc | Diff |
| ---- | --------------------- | --- | -- | -- | - | -- | -- | -- | ---- |
| 1    | Pezoporikos Larnaca   | 26  | 16 | 11 | 4 | 1  | 40 | 16 | +24  |
| 2    | APOEL Nicosie         | 22  | 16 | 10 | 2 | 4  | 22 | 18 | +4   |
| 3    | Anorthosis Famagouste | 18  | 16 | 7  | 4 | 5  | 32 | 31 | +1   |
| 4    | Çetinkaya Türk SK C   | 17  | 16 | 7  | 3 | 6  | 28 | 26 | +2   |
| 5    | AEL Limassol T        | 16  | 16 | 7  | 2 | 7  | 39 | 29 | +10  |
| 6    | EPA Larnaca           | 16  | 16 | 8  | 0 | 8  | 31 | 27 | +4   |
| 7    | Omonia Nicosie        | 12  | 16 | 5  | 2 | 9  | 21 | 33 | -12  |
| 8    | Olympiakos Nicosie    | 9   | 16 | 4  | 1 | 11 | 17 | 34 | -17  |
| 9    | AYMA Nicosie          | 8   | 16 | 4  | 0 | 12 | 30 | 46 | -16  |

|  | Vainqueur du championnat de Chypre 1953-1954                                           |
|  | T : Tenant du titre C : Vainqueur de la Coupe de Chypre P : Promu de deuxième division |

## Bilan de la saison
| Championnat de Chypre de football 1953-1954 |                                 |
| Champion                                    | Pezoporikos Larnaca (1er titre) |
| Coupes et trophées                          |                                 |
| Vainqueur de la Coupe de Chypre 1953-1954   | Çetinkaya Türk SK               |
| Promotions et relégations                   |                                 |
| Promus en Cypriot First Division            | Aris Limassol                   |
| Relégués en Cypriot Second Division         | Aucun                           |